# Dialypetalanthus fuscescens
Dialypetalanthus fuscescens là một loài thực vật có hoa trong họ Thiến thảo. Loài này được Kuhlm. mô tả khoa học đầu tiên năm 1925.